# Estilo moldavo
El estilo moldovenesc o estilo arquitectónico moldavo es un estilo arquitectónico que se desarrolló en el principado de Moldavia entre los siglos XIV y XIX. Se utilizó principalmente en la construcción de iglesias. Su periodo de máximo esplendor fue durante el reinado de Esteban el Grande de Moldavia (1457-1504).
Los monasterios moldavos que son patrimonio de la humanidad pertenecen a este estilo arquitectónico.

## Galería de imágenes

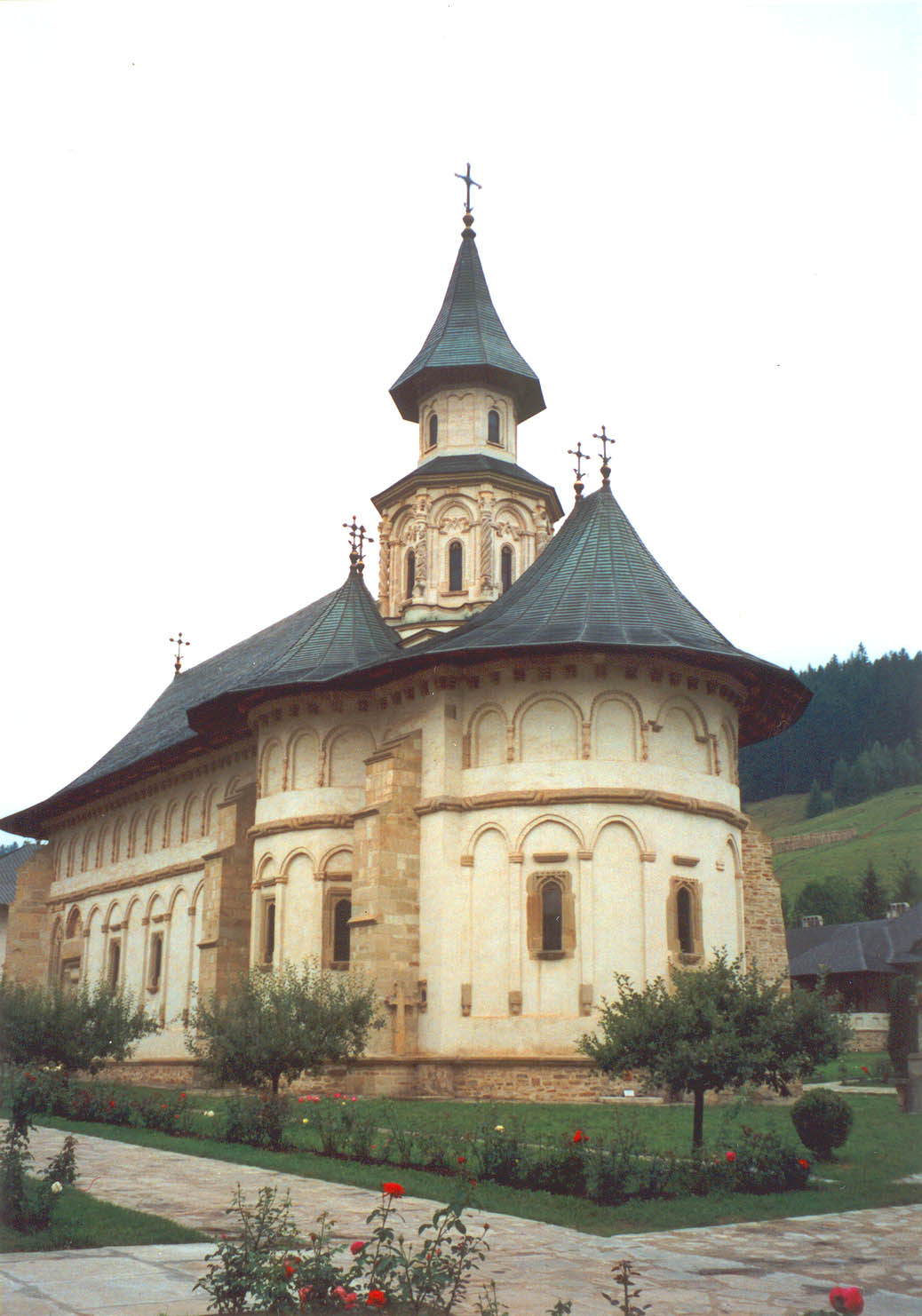
Monasterio de Putna
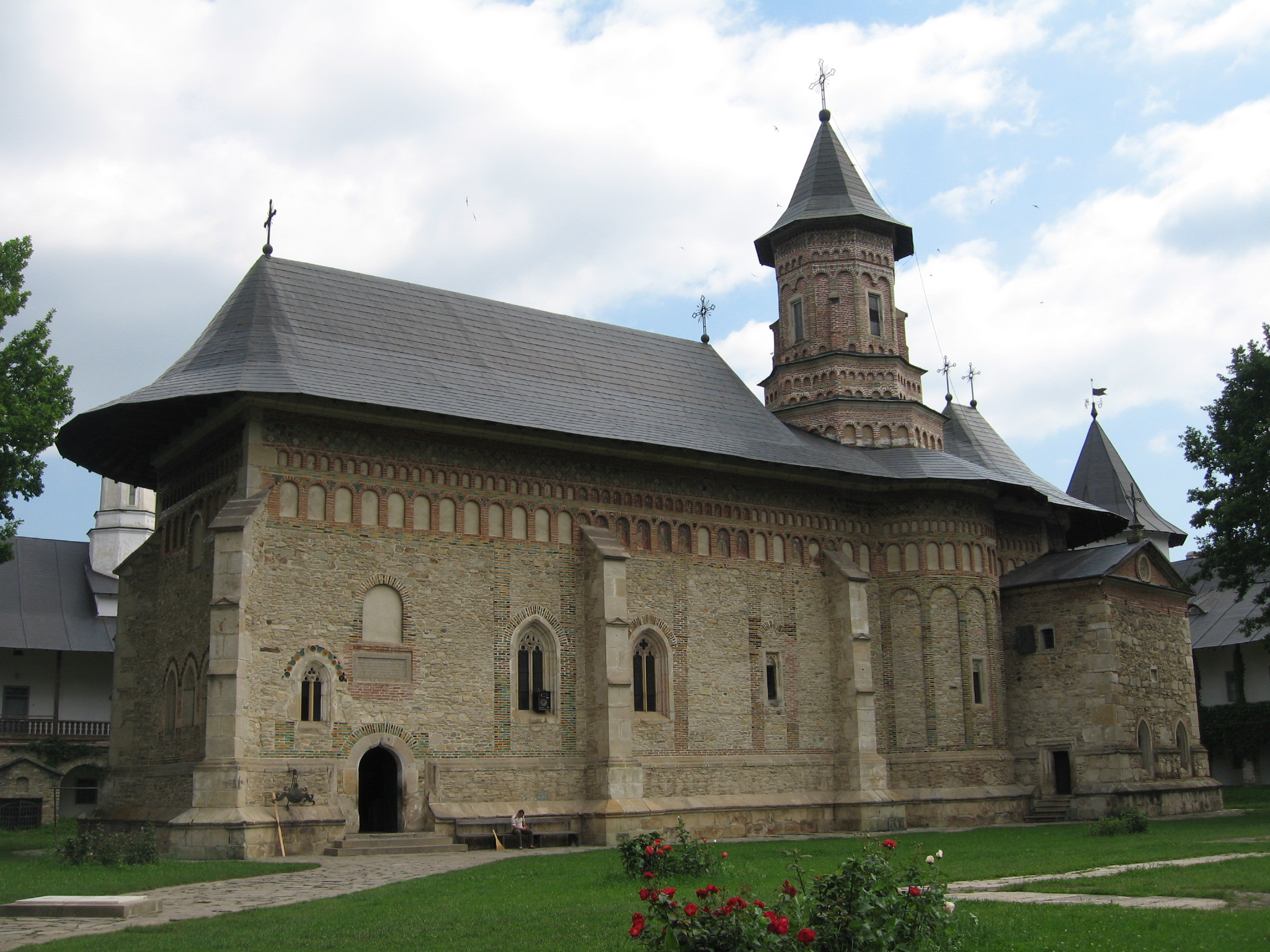
Monasterio de Neamț
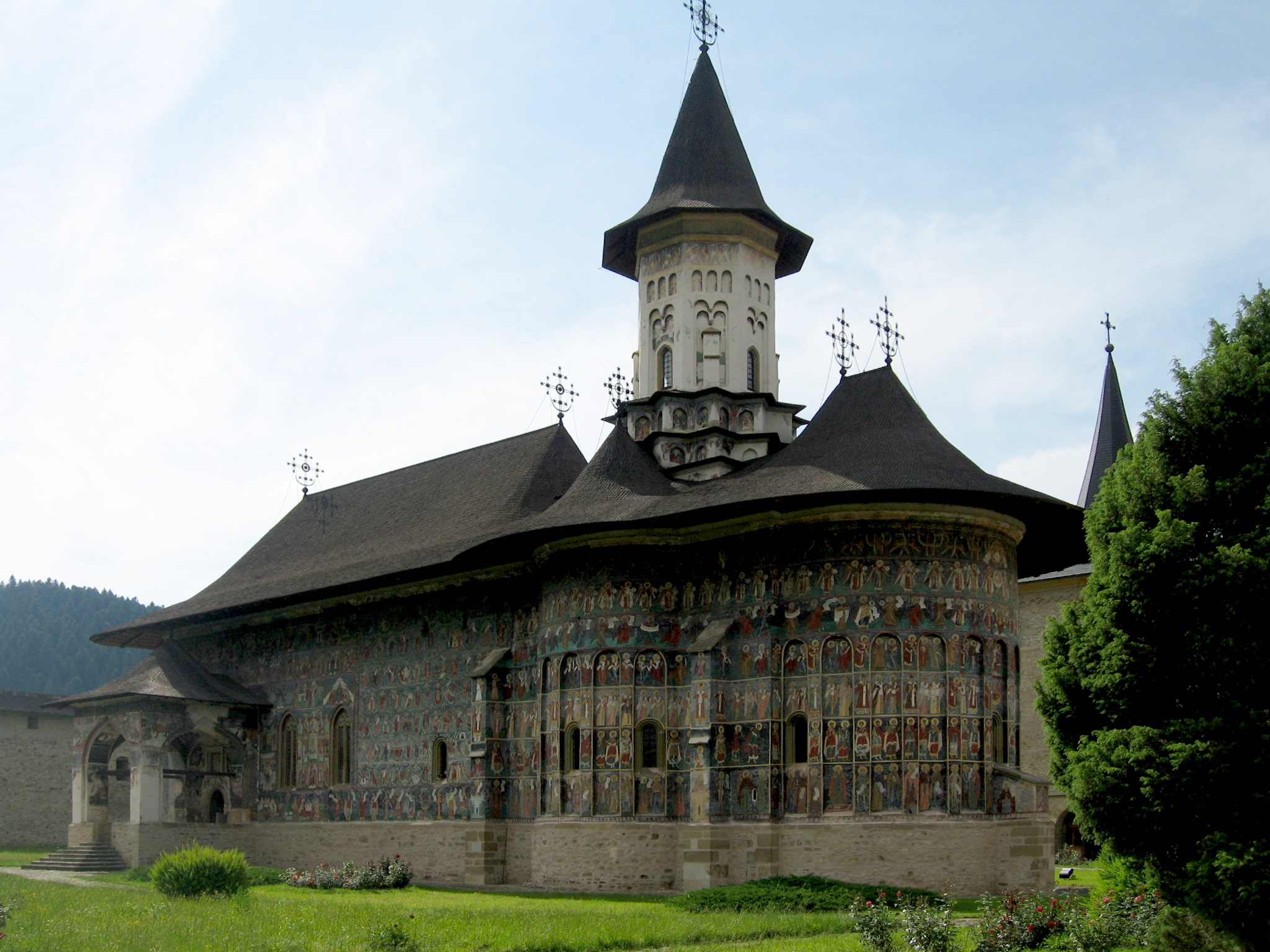
Monasterio de Sucevița
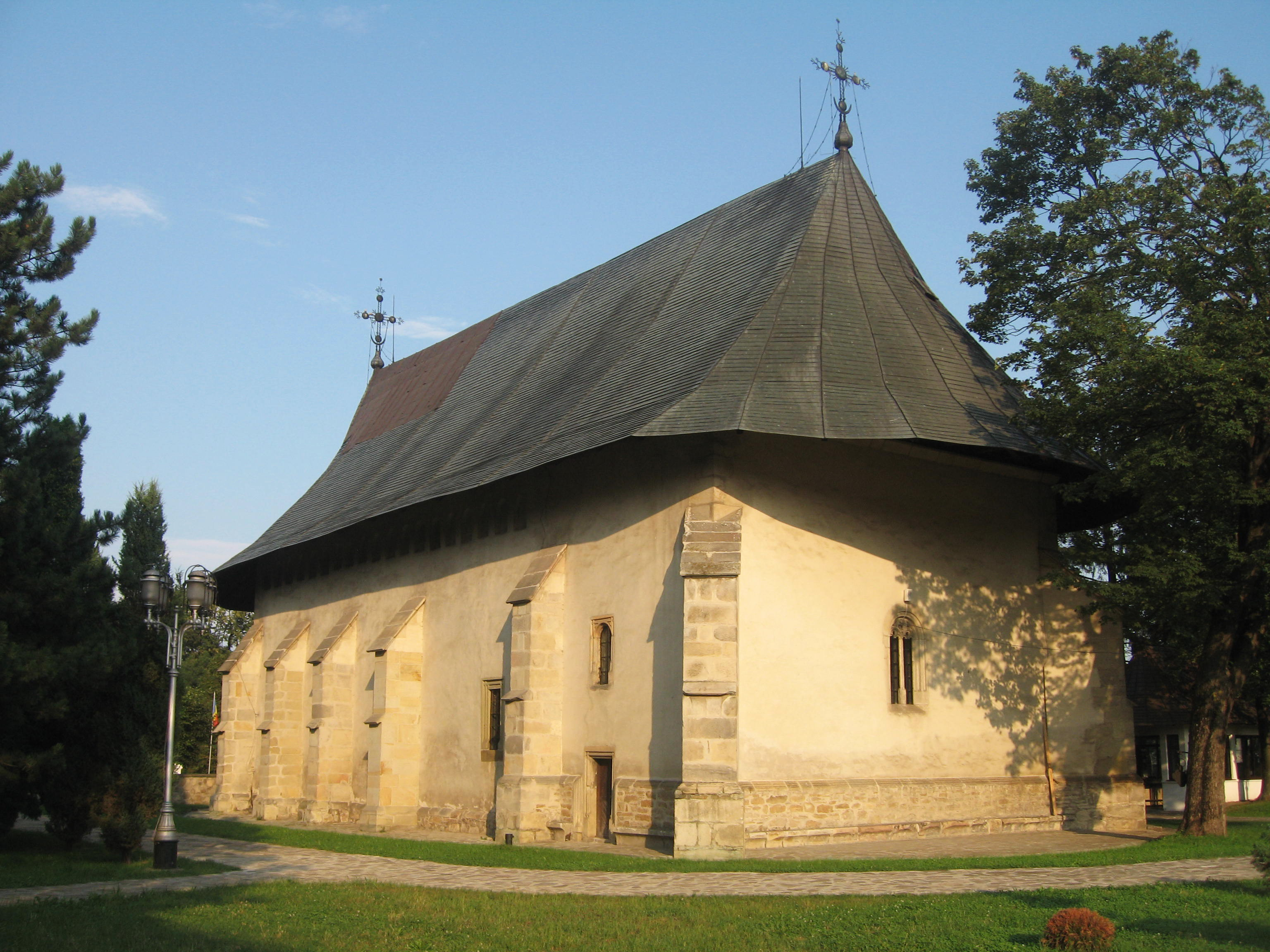
Monasterio Bogdana de Rădăuţi
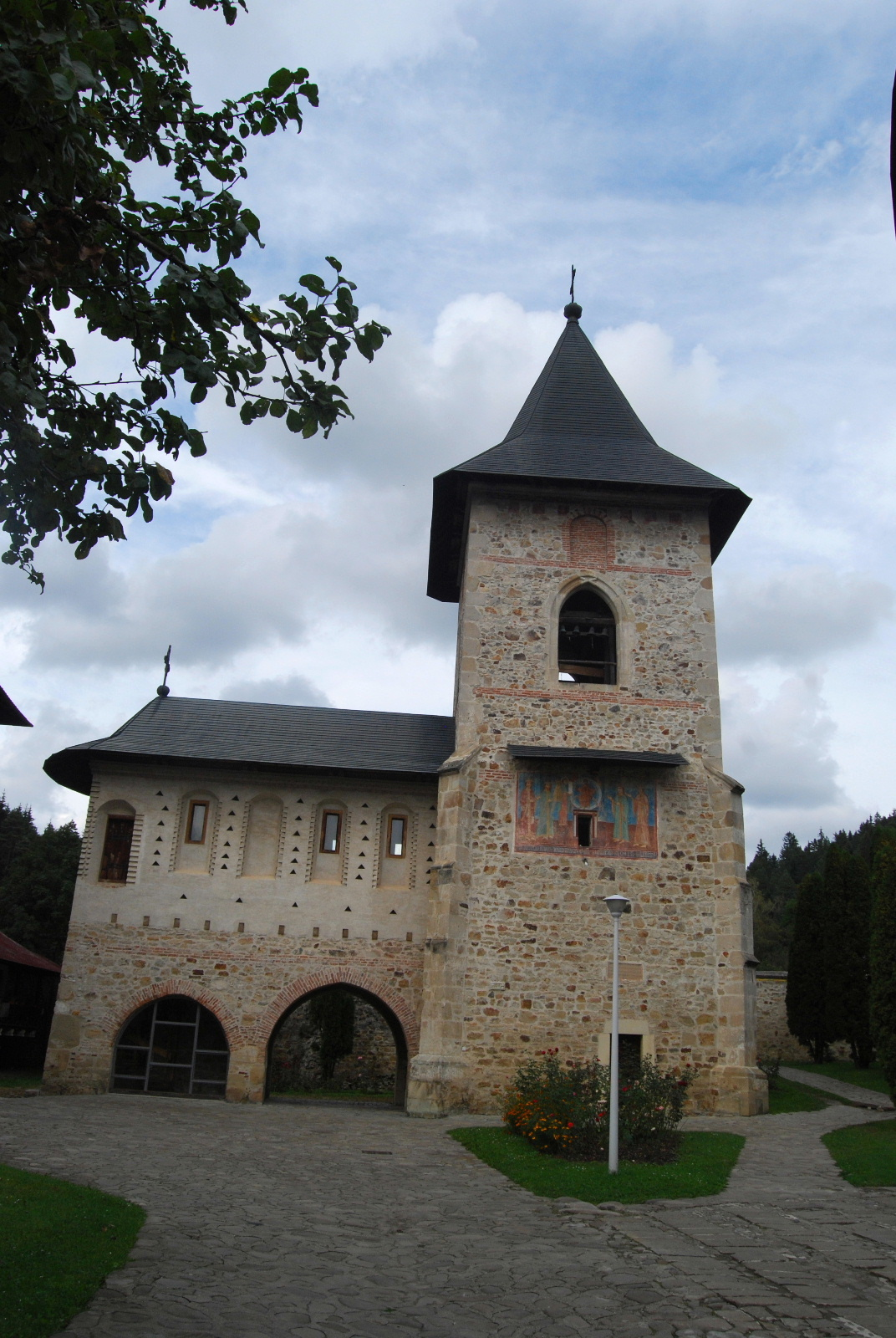
Entrada en el monasterio de Bistriţa
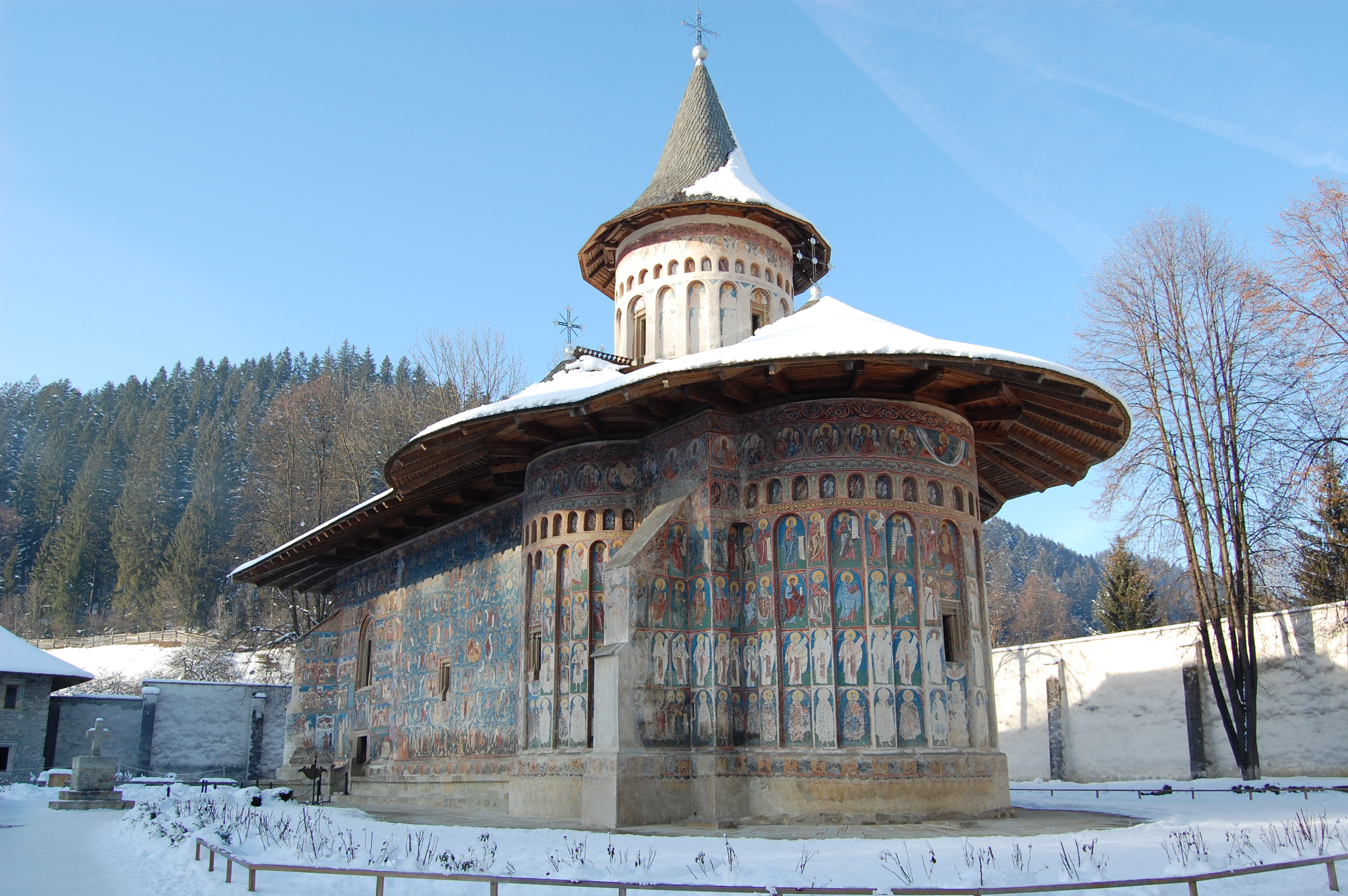
Monasterio de Voroneț
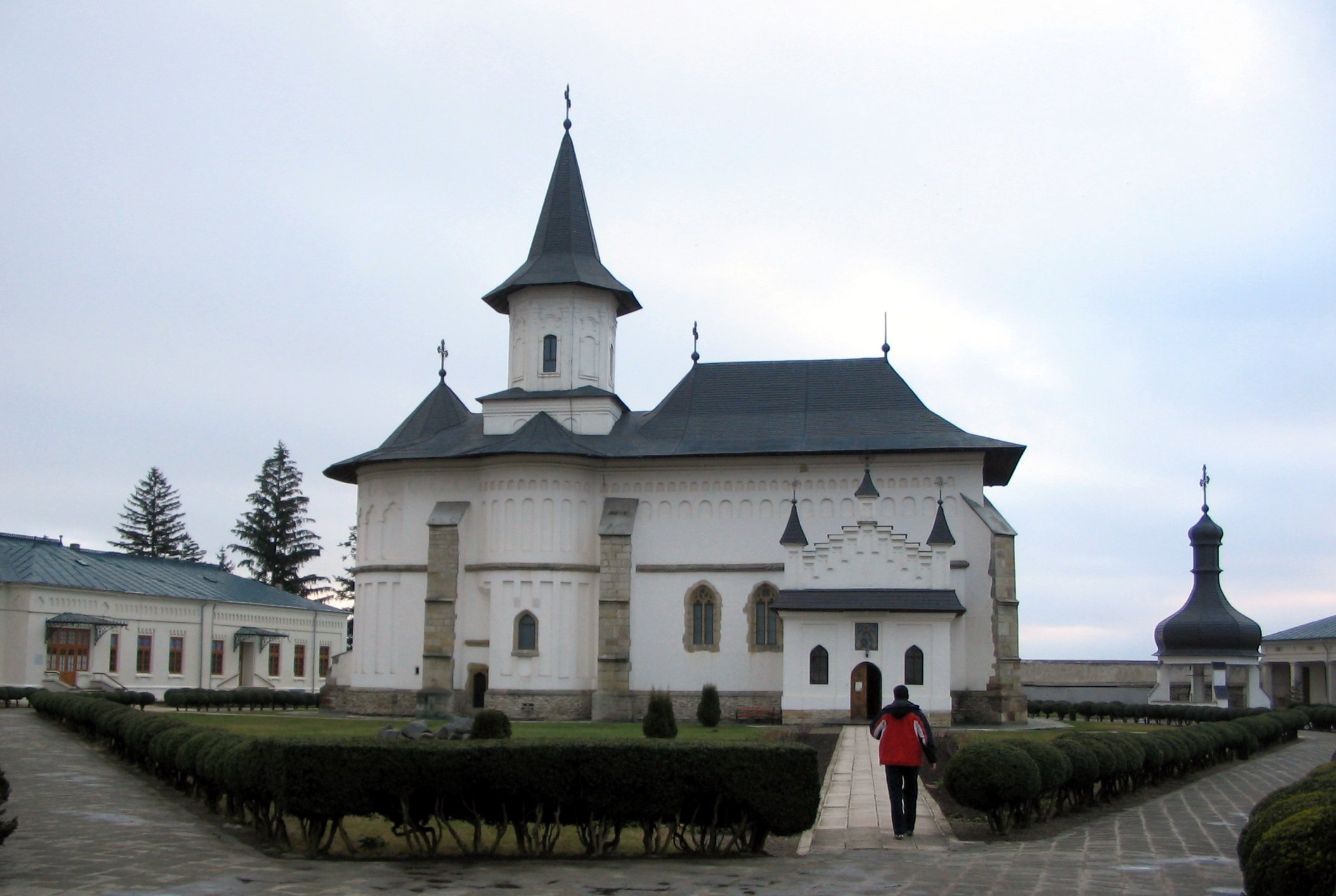
Catedral Sfânta Paraschiva de Roman
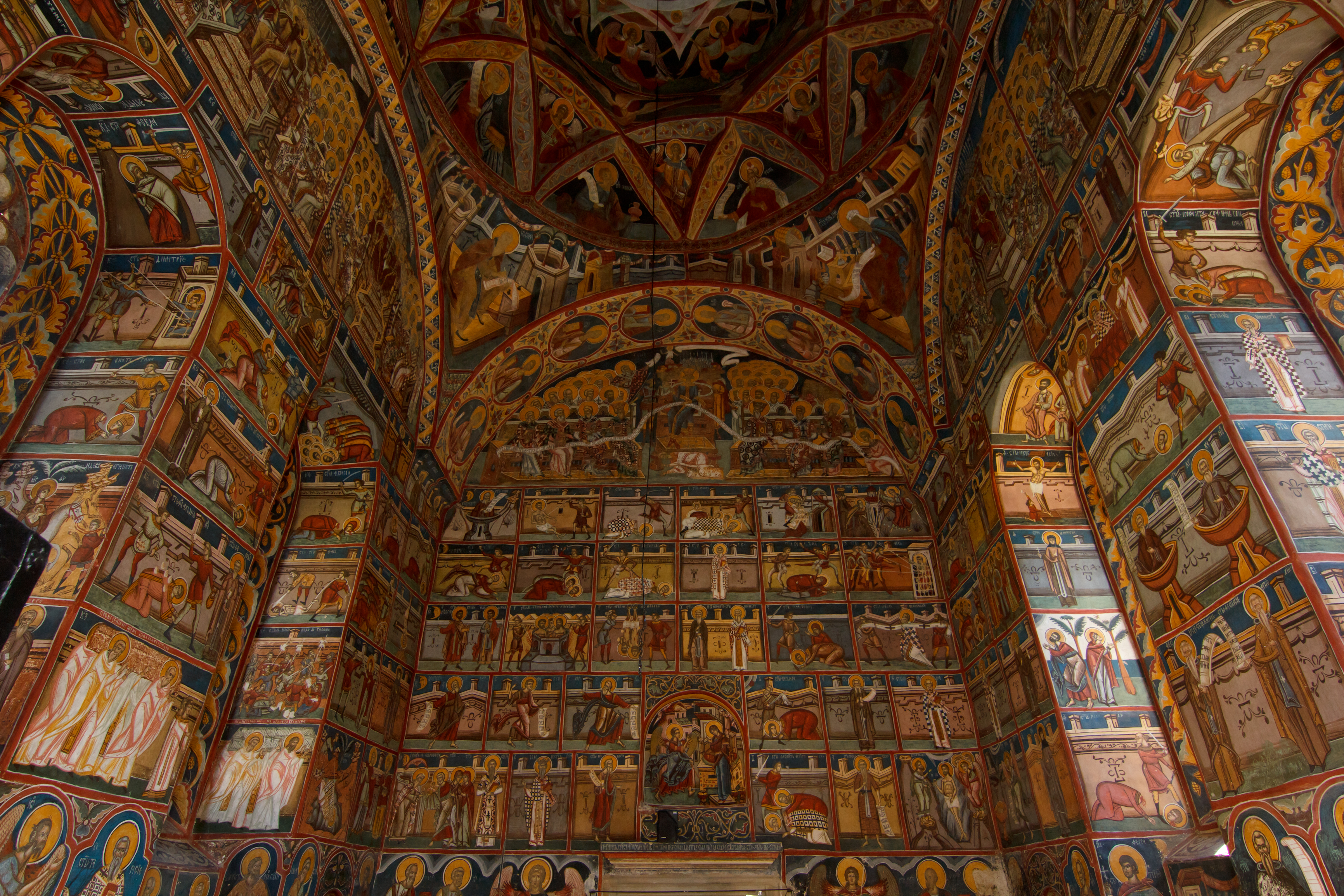
Monasterio de Moldovița
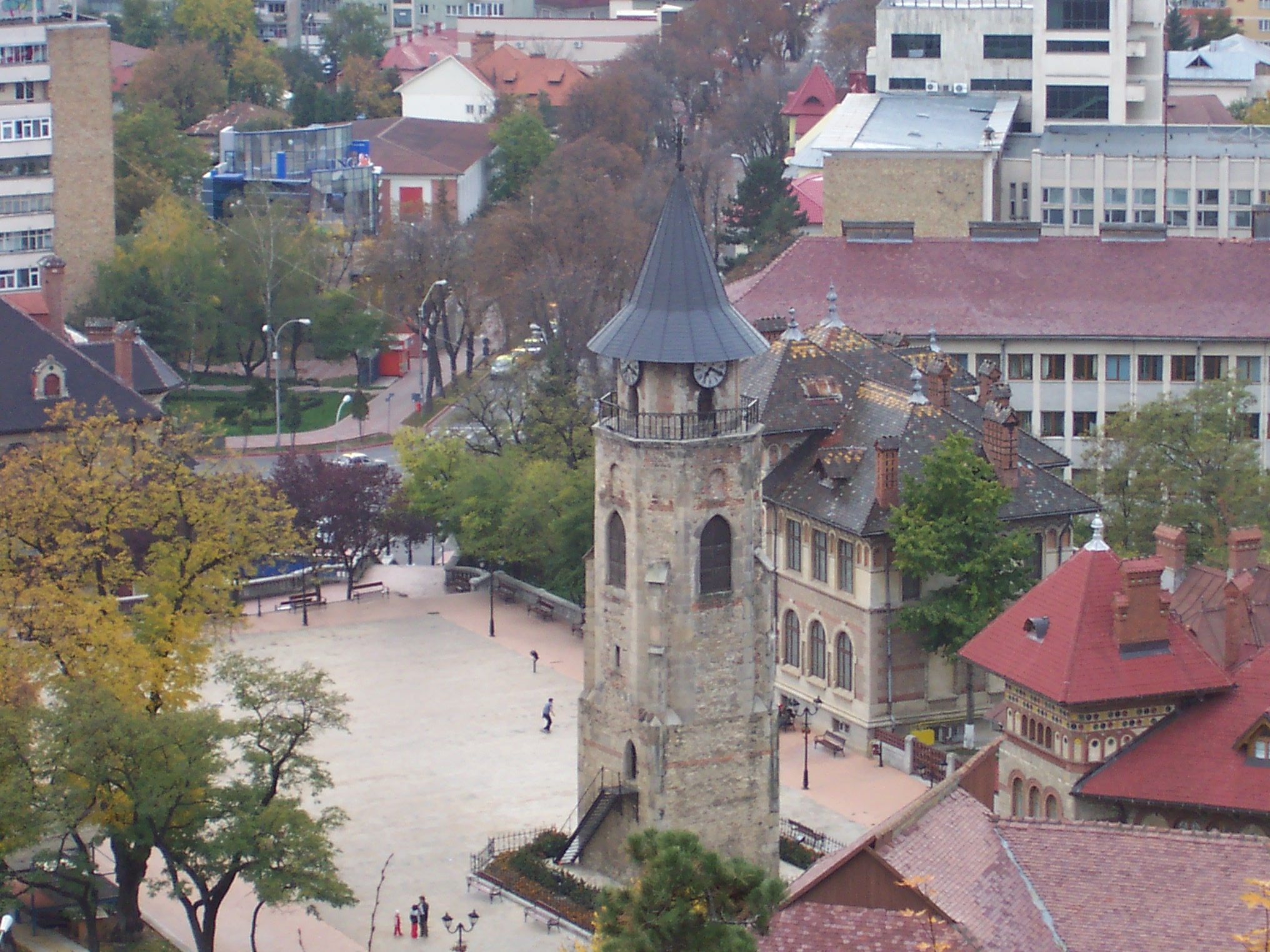
Torre de Esteban el Grande de Piatra Neamţ